# Frantz (film)
Ne doit pas être confondu avec Frank (film) ou Franz (film).
Pour les articles homonymes, voir Frantz.
Pour plus de détails, voir Fiche technique et Distribution.
Frantz est un film franco-allemand écrit et réalisé par François Ozon, sorti en 2016.
Il s'agit de l'adaptation de la pièce L'Homme que j'ai tué de Maurice Rostand, qui avait déjà été reprise dans le scénario du film américain L'Homme que j'ai tué (Broken Lullaby, 1932) d'Ernst Lubitsch.
Il est officiellement en compétition pour le prix le Lion d'or à la Mostra de Venise 2016.
En 2017, nommé onze fois aux César (entre autres pour le meilleur film, le meilleur réalisateur et le meilleur acteur), il reçoit celui de la meilleure photographie.

## Synopsis

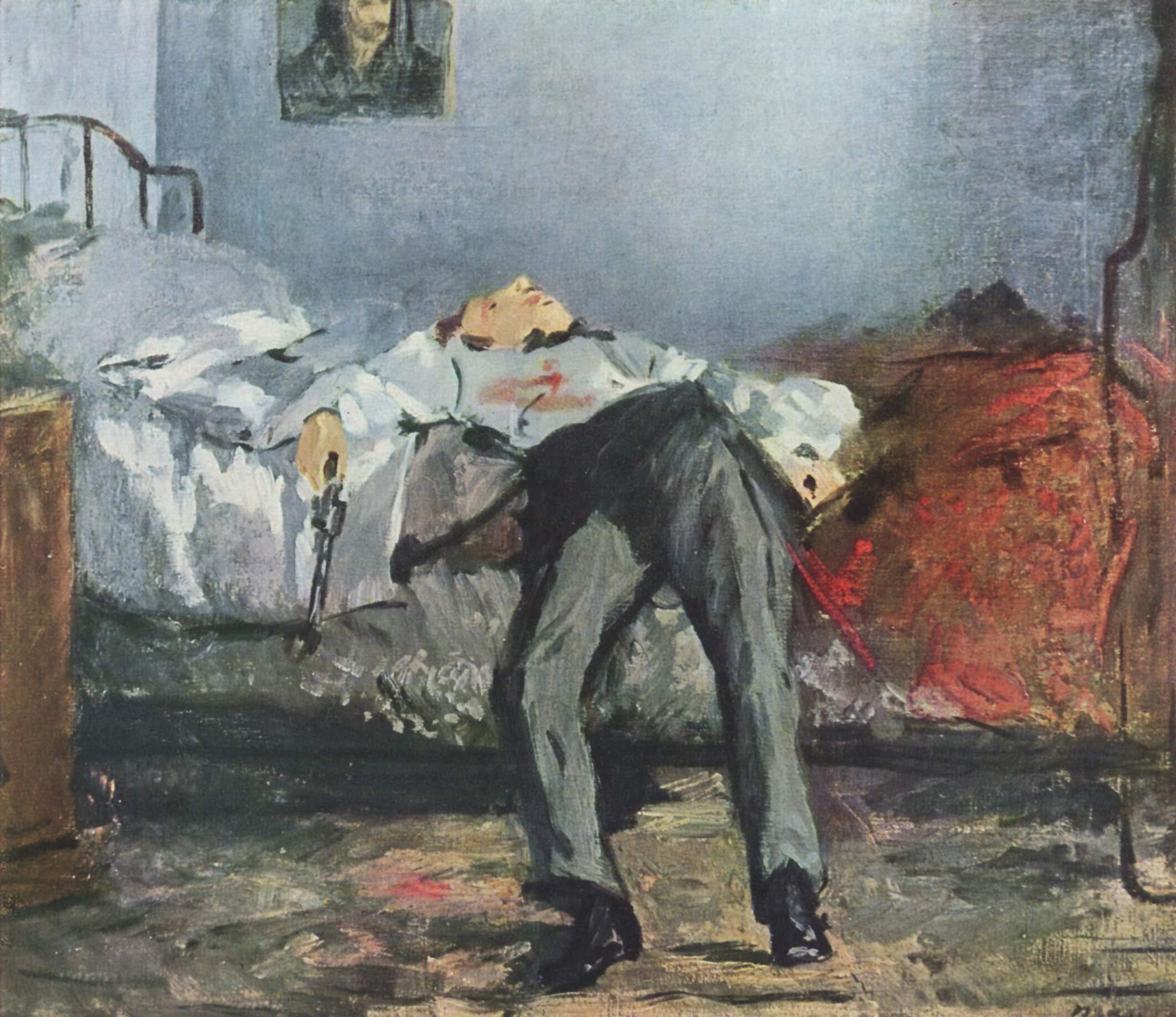
Le Suicidé d'Édouard Manet, tableau au cœur de l'intrigue.

À Quedlinburg, en Allemagne, en 1919, Anna, une jeune femme allemande (Paula Beer) pleurant la mort de son fiancé, Frantz Hoffmeister, pendant la Première Guerre mondiale, laisse des fleurs sur sa tombe. Elle découvre des fleurs fraîches, déposées par Adrien (Pierre Niney), un jeune Français. Adrien se rend au domicile des parents de Frantz, Hans et Magda Hoffmeister et essaie de parler à Hans. Mais quand Hans apprend qu'Adrien est Français, il le renvoie en lui disant que chaque Français est l’assassin de son fils. Adrien répond à Hans : « Vous avez raison. J'étais aussi soldat et je suis aussi un assassin ».
Pendant ce temps, Anna rejette les avances importunes d'un prétendant plus âgé, M. Kreutz, d'autant plus qu'elle ne peut pas oublier Frantz. Anna voit Adrien sur la tombe de Frantz et lui envoie une invitation à la maison des Hoffmeister. Après avoir dit aux Hoffmeister qu'Adrien déposait des fleurs sur la tombe de Frantz, ils cèdent. Adrien leur rend visite et, interrogé, leur dit que lui et Frantz étaient étudiants ensemble à Paris avant la guerre. Il raconte leur dernier jour ensemble, lorsqu'ils ont visité le Louvre. Anna emmène Adrien dans des endroits où Frantz et elle avaient l'habitude d'aller, y compris le sommet de la montagne où il lui a demandé sa main. Adrien, dont le caractère timide et tourmenté rappelle Frantz, sort Anna et les Hoffmeister de leur désespoir. Les Hoffmeister demandent à Adrien, qui était violoniste mais dont l'ouïe a été endommagée durant la guerre, de jouer pour eux du violon comme le faisait Frantz, en utilisant son instrument.
Anna et Adrien vont se recueillir sur la tombe de Frantz et y déposer des fleurs. Elle lui dit qu’il n'y a rien sous ces fleurs car Frantz a été enterré en France. On ne connaît que la date de sa mort. Adrien demande à Anna d'aller au bal local avec lui et elle accepte. L'apparition d'un Français au bal suscite des réactions négatives de la part des locaux, notamment de Kreutz.
De plus en plus incapable d'entretenir le mensonge, Adrien avoue à Anna qu'il a menti sur le fait qu'il était ami avec Frantz à Paris avant la guerre. En fait, ils se sont rencontrés en tant que soldats ennemis sur le champ de bataille, face à face dans une tranchée où Adrien a tué Frantz. Frantz était un pacifiste et son arme était déchargée. Adrien a trouvé la dernière lettre de Frantz à Anna sur son corps et, rongé par la culpabilité, a décidé de se rendre en Allemagne afin de demander pardon. Anna, le cœur brisé, dit qu'elle le dira aux Hoffmeister pour qu'Adrien n'ait pas à le faire. Finalement, elle décide qu'il vaut mieux qu'ils restent dans l'ignorance du rôle d'Adrien après qu'ils en sont venus à l'aimer et à le voir comme un lien avec leur fils perdu. Adrien retourne à Paris, Anna retombe dans le désespoir et tente de se noyer. Elle ne répond pas au courrier d’Adrien et détruit celui qu'il a joint pour les Hoffmeister dans lequel il avoue son véritable rôle. Après avoir été soignée par les Hoffmeister, Anna retrouve peu à peu ses esprits et décide de recontacter Adrien. Lorsqu'Anna lui envoie une lettre plusieurs mois plus tard, elle lui est retournée sans adresse de réexpédition.
Magda Hoffmeister, qui avait encouragé une idylle entre Anna et Adrien, l'encourage à se rendre à Paris pour le retrouver. Anna finit par retrouver Adrien dans la propriété de sa mère et lui pardonne tandis qu'Adrien dit qu'il ne se pardonnera jamais. Par ailleurs, elle découvre qu'Adrien est sur le point de contracter un mariage arrangé avec une amie d'enfance, Fanny. Anna se rend compte que la romance qu'elle avait imaginée entre Adrien et elle n'était que dans sa tête. Tout ce qu'il voulait d'elle, c'était le pardon. À la gare, elle dit au revoir à Adrien en l'embrassant et s'en va. Elle continue d'écrire aux Hoffmeister comme si Adrien et elle étaient désormais ensemble. En réalité, elle vit sa propre vie à Paris, ayant finalement recommencé à vivre après la mort de Frantz, comme Frantz l'avait écrit dans sa dernière lettre.

## Fiche technique
Sauf indication contraire, les informations mentionnées dans cette section peuvent être confirmées par la base de données cinématographiques Unifrance,  présente dans la section « Liens externes ».
- Titre original : Frantz
- Réalisation : François Ozon
- Scénario : François Ozon ; Philippe Piazzo (collaboration)
- Musique : Philippe Rombi
- Direction artistique : Michel Barthélémy
- Décors : Catherine Jarrier-Prieur
- Costumes : Pascaline Chavanne
- Photographie : Pascal Marti
- Son : Martin Boissau, Benoît Gargonne et Jean-Paul Hurier
- Montage : Laure Gardette
- Budget : 9 470 000 euros[4]
- Production : Éric et Nicolas Altmayer
- Sociétés de production : Mandarin Production ; X-Filme Creative Pool (coproduction)
- Sociétés de distribution : Mars Films (France), X Verleih AG (Allemagne) ; Filmcoopi (Suisse romande), September Films (Belgique)
- Pays de production :  France /  Allemagne
- Langues originales : français et allemand
- Format : noir et blanc (quelques scènes en couleurs) — 35 mm — 2,35:1
- Genre : drame
- Durée : 113 minutes
- Dates de sortie :
  - France : 12 juillet 2016[5] (avant-première mondiale à Paris) ; 7 septembre 2016 (nationale)
  - Belgique, Suisse romande : 7 septembre 2016
  - Allemagne : 29 septembre 2016
  - Suisse alémanique : 6 octobre 2016

## Distribution
- Paula Beer : Anna, la fiancée de Frantz
- Pierre Niney : Adrien Rivoire, le jeune Français
- Ernst Stötzner : Doktor Hans Hoffmeister, père de Frantz
- Marie Gruber : Magda Hoffmeister, épouse de Hans, mère de Frantz
- Cyrielle Clair : la mère d'Adrien
- Johann von Bülow : Kreutz, le prétendant nationaliste d'Anna
- Alice de Lencquesaing : Fanny, la promise d'Adrien
- Anton von Lucke : Frantz, le jeune Allemand

## Production

### Genèse et développement
Le scénariste-réalisateur François Ozon s'est librement inspiré du film américain L'Homme que j'ai tué (Broken Lullaby) de Ernst Lubitsch sorti en 1932.

### Attribution des rôles
En septembre 2015, Cineuropa dévoile la présence de Pierre Niney dans le seizième long-métrage de François Ozon, aux côtés de l'Allemande Paula Beer, Marie Gruber, Ernst Stötzner, Johann von Bülow et Anton von Lucke.
François Ozon a demandé à ses comédiens de visionner La Fièvre dans le sang, d'Elia Kazan et Le Ruban blanc, de Michael Haneke, afin qu'ils puissent saisir la passion et la raideur du film.

### Tournage
Le tournage commence le 25 août, en Allemagne, dont quatre semaines en Saxe, et en France, à Eymoutiers dans le Limousin, jusqu'au 17 octobre 2015.

#### Lieux de tournage
- Le château des Rivoire est celui du Saussay, à Ballancourt-sur-Essonne.
- Les scènes d'opéra sont tournées à l'Opéra national de Paris (Palais Garnier), à Paris.
- Les gares sont celles de Bad Suderode (un quartier de Quedlinbourg), en Saxe-Anhalt (Allemagne) et d'Eymoutiers, en Haute-Vienne (dénommée gare de Saulieu dans le film).

### Musique
Le film reprend les musiques additionnelles telles que Nocturne n° 20 en do dièse mineur, op. posthume de Frédéric Chopin, Quatuor à cordes n° 1, op. 11. II : Andante cantabile de Tchaïkovski, Nuit d'étoiles de Claude Debussy, Shéhérazade, op. 35 de Nikolaï Rimski-Korsakov, Über den Wellen de Juventino Rosas, ainsi que La Marseillaise, Braunschweig-Polka, Frantz-Polka, Hupfpolka et Die Wacht am Rhein.

## Accueil

### Promotion
En plein tournage, fin décembre 2015, est dévoilée une première photographie en noir et blanc de Pierre Niney aux côtés de l'actrice Paula Beer.

### Festivals et sorties
Le film est projeté en avant-première mondiale 12 juillet 2016 à l'UGC Ciné Cité Les Halles de Paris en présence du réalisateur et de l'acteur principal. Il est officiellement en compétition pour le Lion d'or à la Mostra de Venise 2016, avant sa sortie dans les salles obscures le 7 septembre 2016 en France et en Suisse romande.
Pour The Guardian, François Ozon surprend avec ce « somptueux drame de guerre ».

### Box-office
En France et en Allemagne, le film reçoit respectivement 612 636 et 160 330 spectateurs.

## Distinctions

### Récompenses
- Mostra de Venise 2016 : prix Marcello-Mastroianni du meilleur espoir pour Paula Beer
- César du cinéma 2017 : meilleure photographie pour Pascal Marti
- Prix du Masque et la Plume (France Inter) du meilleur film français de 2016

### Sélections et nominations
- Mostra de Venise 2016 : sélection officielle
- Festival international du film de Toronto 2016 : présentation spéciale
- César du cinéma 2017 :
  - Meilleur film
  - Meilleur réalisateur
  - Meilleur acteur pour Pierre Niney
  - Meilleur espoir féminin pour Paula Beer
  - Meilleure adaptation
  - Meilleurs décors pour Michel Barthélémy
  - Meilleurs costumes pour Pascaline Chavanne
  - Meilleur montage pour Laure Gardette
  - Meilleur son pour Martin Boissau, Benoît Gargonne et Jean-Paul Hurier
  - Meilleure musique originale pour Philippe Rombi

### Prix
- Prix Historia du film de fiction 2018.

### Internet
- Dossier de presse Frantz